# Fritzlarer Börde

Naturräume innerhalb der Westhessischen Senke

Die Fritzlarer Börde (Topografische Karte TK25 Nr. 4822) ist ein Naturraum (Nummer 343.23) nördlich und westlich der Eder in Nordhessen. Sie ist Teil des Naturraums Hessengau und somit der Westhessischen Senke.  

## Lage und Ausdehnung
Sie erstreckt sich nördlich der Stadt Fritzlar zwischen der „Fritzlarer Ederflur“ (Nr. 343.211) im Süden und der „Gudensberger Kuppenschwelle“ (Nr. 343.24) im Nordosten. Im Westen geht sie in die östlichen Ausläufer des „Waldecker Walds“ und die „Ostwaldecker Randsenken“ und im Norden und Nordwesten in die „Langenberge“ und die „Hinterhabichtswälder Kuppen“ als südliche Ausläufer des „Habichtswaldes“ über.  
Sie wird von der Eder und ihren Nebenflüssen Ems und Elbe und deren Zuflüssen entwässert und von der Bundesautobahn A 49 durchquert. Sie hat eine Gesamtausdehnung von 96,37 km² und erstreckt sich vom Nordufer der Eder zwischen Fritzlar, Wabern und Felsberg im Süden bis nach Niedenstein im Norden. Verwaltungsmäßig gehört sie zu den Städten bzw. Gemeinden Fritzlar, Wabern, Felsberg, Gudensberg, Niedenstein, Bad Emstal und Naumburg. Die beiden letzteren liegen im Landkreis Kassel, die anderen fünf im Schwalm-Eder-Kreis. 
Die durch ihre Basaltkuppen (Mader Stein, Scharfenstein, Gudensberger Burgberg, Odenberg, Wartberg, Hahn usw.) gekennzeichnete „Gudensberger Kuppenschwelle“ wird häufig als nordöstlicher Teil der Fritzlarer Börde betrachtet. Dies ist insofern zutreffend, als sie sich lediglich durch das Vorkommen dieser meist bewaldeten Bergkuppen vulkanischen Ursprungs vom Hauptteil der Börde unterscheidet.

## Böden
Die Fritzlarer Börde ist ein lössbedecktes, leicht hügeliges Ausräumungsbecken.  Der ursprünglich in der Eiszeit durch Staubstürme abgelagerte, hell gelbliche und kalkhaltige Löss wurde durch Entkalkung und Versauerung in einen braunen „Lösslehm“ (Parabraunerde) umgewandelt. Sobald ihre nachteiligen Eigenschaften durch Kalkung und Düngung ausgeglichen werden, sind Parabraunerden beste Ackerböden (Bodenschätzung: 70–80 Punkte, von max. 100). Auch in den anderen Niederungen der nordhessischen Senke (z. B. Kasseler Becken, Hofgeismarer Senke) sind diese Böden weit verbreitet.

## Nutzungsgeschichte

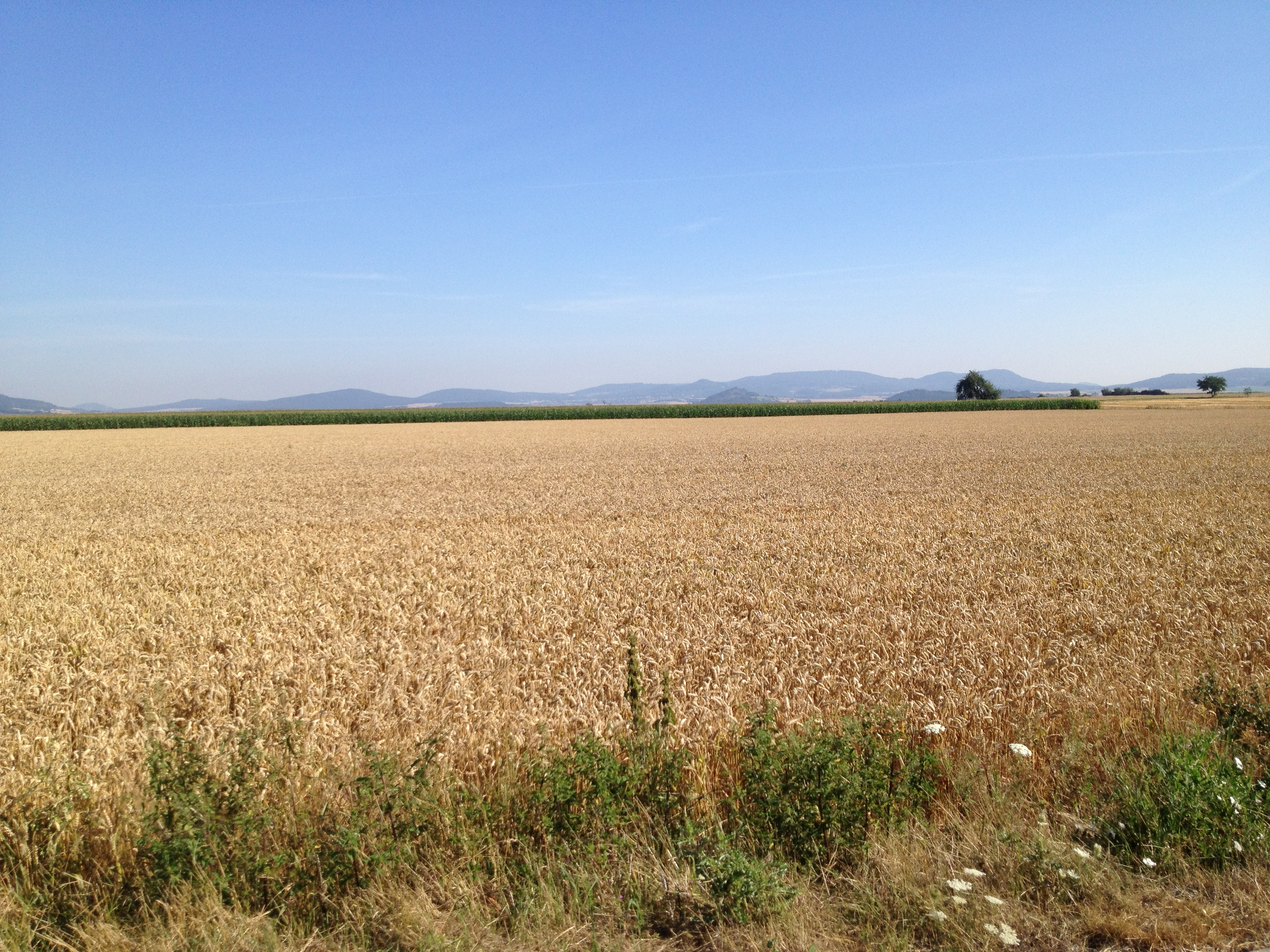
Blick von Fritzlar nach Norden über die Fritzlarer Börde

Aufgrund des hohen Wasser- und Nährstoffspeichervermögens der Böden ist die Fritzlarer Börde trotz relativ geringer mittlerer Niederschläge (550–600 mm im langfristigen Jahresmittel) ein fruchtbares, großflächig und intensiv bewirtschaftetes Ackerbaugebiet. Weizen und Zuckerrüben überwiegen, aber seit der Eröffnung der weltweit größten Sauerkrautfabrik in Fritzlar durch die Firma Hengstenberg Anfang der 1960er Jahre wird auch sehr viel Weißkohl angebaut.  Wegen der ertragreichen Landwirtschaft heißt es, mit Bezug auf drei Dörfer der Gegend, seit langer Zeit im Volksmund: „Dorla, Werkel, Lohne -- Hessenlandes Krone“.
Der fruchtbare Boden erklärt die jahrtausendelange Besiedlungsgeschichte der Gegend. Die jungsteinzeitliche Wartberg-Kultur aus der Zeit von 3500 v. Chr. bis 2800 v. Chr. ist nach ihrem Hauptfundort, dem Wartberg bei Kirchberg, benannt. Das Steinkammergrab von Züschen ist ein beeindruckendes Bodendenkmal aus dieser Epoche. Die Fritzlarer Börde mit der Gudensberger Kuppenschwelle war das Zentrum des chattischen Siedlungsgebiets, aus dem in fränkischer Zeit der fränkische Hessengau hervorging.
Die lange Besiedlung erklärt auch das großflächige Vorkommen von Schwarzerde auf den Lössen, wie es auch in der Magdeburger Börde, im Thüringer Becken, in der Hildesheimer Börde und in Hessen in der nördlichen Wetterau und im Ebsdorfer Grund der Fall ist. In diesen schon seit dem Neolithikum bestehenden Altsiedellandschaften entstand diese Schwarzerde durch unvollständige Verbrennung oder Verschwelung der Steppenvegetation.
Koordinaten: 51° 10′ 12″ N, 9° 18′ 0″ O